# Денисон, Франц Иванович
Франц Иванович (??) Денисон (? — 1790) — капитан бригадирского ранга (1789) российского флота.
По происхождению — англичанин. На русском флоте начал службу с 25 июня 1771 года мичманом. Уже через 2 месяца службы был произведён в лейтенанты флота (25 августа 1771). В ходе Русско-турецкой войны 1768—1774 годов успешно служил в Азовской флотилии (1772—1774). Командуя фрегатом «Второй» в эскадре капитана Кинсбергена успешно участвовал в сражении с турецкой эскадрой у Суджук-Кале (1773). На том же фрегате далее крейсировал в Чёрном море (1773—1774). С 1775 продолжил службу на Балтийском флоте.
Капитан-лейтенант — с апреля 1777 года. В 1777—1778 годах командовал фрегатом «Поспешный», плавал в Финском заливе. В 1779 году в качестве флаг-офицера при контр-адмирале Хметевском плавал с эскадрой из Ревеля к мысу Нордкап. В 1780—1784 годах успешно командовал фрегатом «Святой Патрикий». На этом фрегате дважды плавал из Кронштадта в Ливорно (и обратно) в составе эскадр адмиралов Борисова (1780—1781) и Чичагова (1782—1784). За отличную службу награждён чинами капитана 2-го ранга (январь 1783) и капитана 1-го ранга (январь 1785). В 1786—1787 годах служил в Архангельске. В 1787 году, командуя новопостроенным кораблём № 5, привёл его из Архангельска в Кронштадт.
Отличился в ходе Русско-шведской войны 1788—1790 годов. В 1788—1789 годах успешно командовал линейным кораблем «Святой Пётр». Храбро и умело сражался на нём в ходе Гогландского сражения (1788). За отличие в этой битве был награждён орденом Святого Георгия 4-го класса (1788). Награждён флагманским чином капитана бригадирского ранга (14 апреля 1789). С весны 1790 года успешно командовал отрядом гребных фрегатов Балтийского флота в Кронштадте. Отлично и храбро командовал этим отрядом в ходе Красногорского сражения (22—23 мая 1790) со шведским флотом. В ходе сражения отразил нападение шведской гребной флотилии, успевая также поддерживать огнём корабли русского линейного флота, закрывал манёврами своих фрегатов бреши в русской линии. 29 мая 1790 года награжден орденом Св. Владимира III степени. Отличился во главе своей флотилии и в Выборгском сражении (июнь 1790). Денисон скончался 22 июня 1790 от ран, полученных в ходе сражения со шведским гребным флотом при его прорыве из Выборга.